# Залуква
Залу́ква (укр. Залуква) — село в Галичской городской общине Ивано-Франковского района Ивано-Франковской области Украины.
Расположено на правом берегу Днестра и левом берегу Луквы, в 0.5 км от города Галич.
Население по переписи 2001 года составляло 2403 человека. Занимает площадь 14,153 км². Почтовый индекс — 77160. Телефонный код — 03431.
В селе сохранилась уникальная достопримечательность – Караимское кладбище.

## Известные уроженцы
- Абрагамович, Зигмунт (1923—1990) — польский историк, филолог, ориенталист, тюрколог, переводчик.
- Навроцкий, Степан (1922—1944) — украинский стигматик.

## Галерея

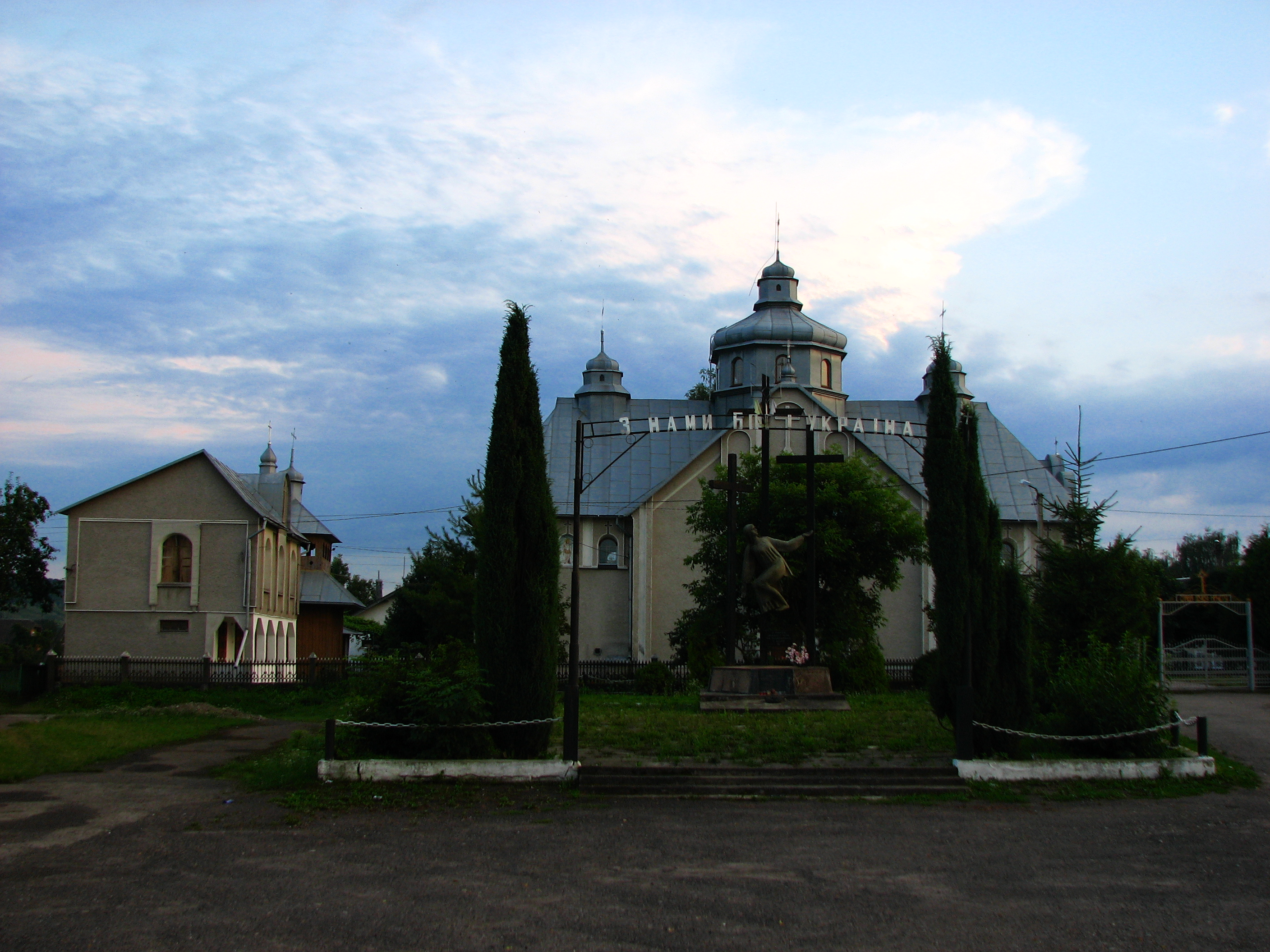
Храм святых апостолов Петра и Павла (УГКЦ)
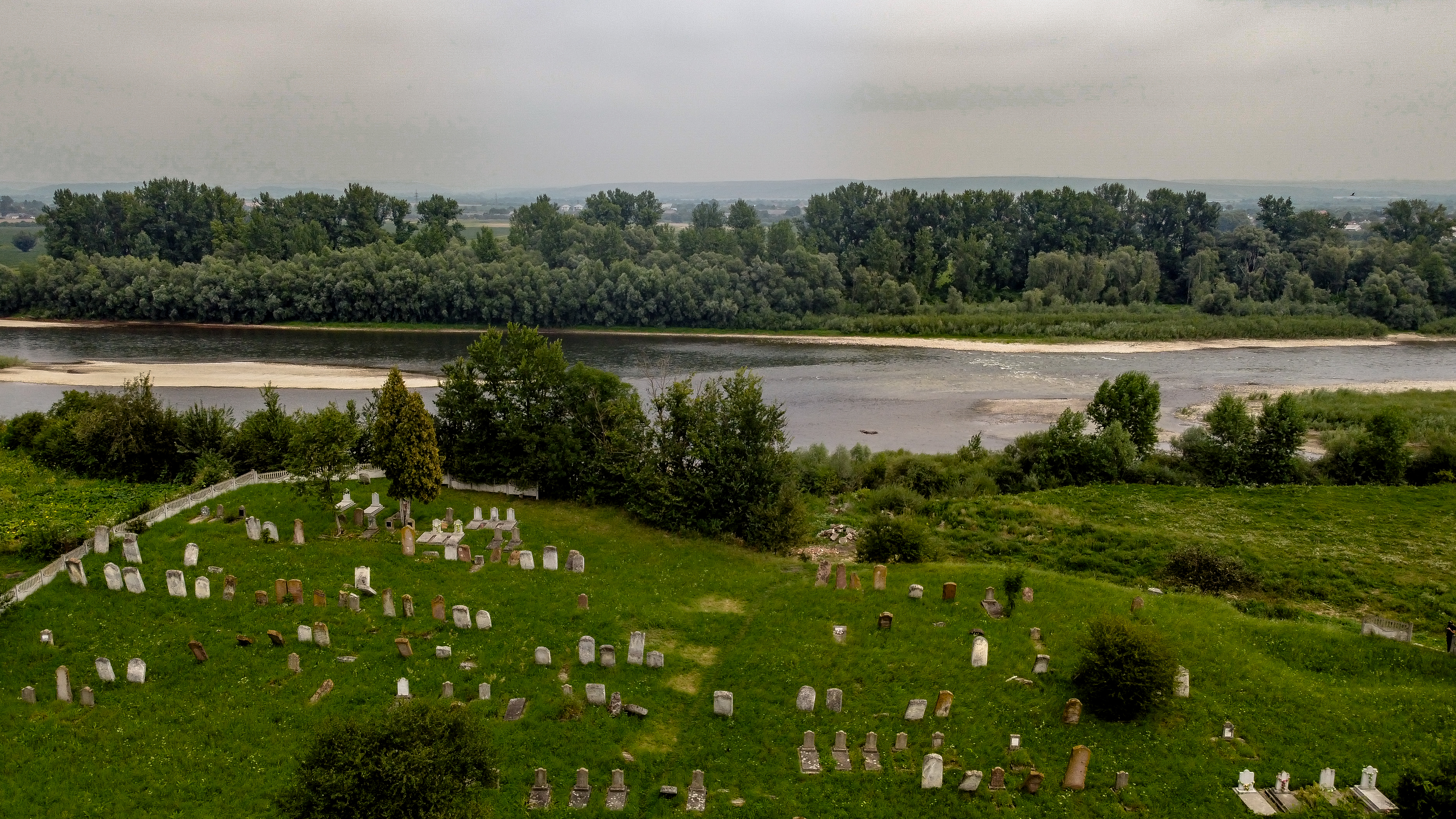
Караимское кладбище и Днестр
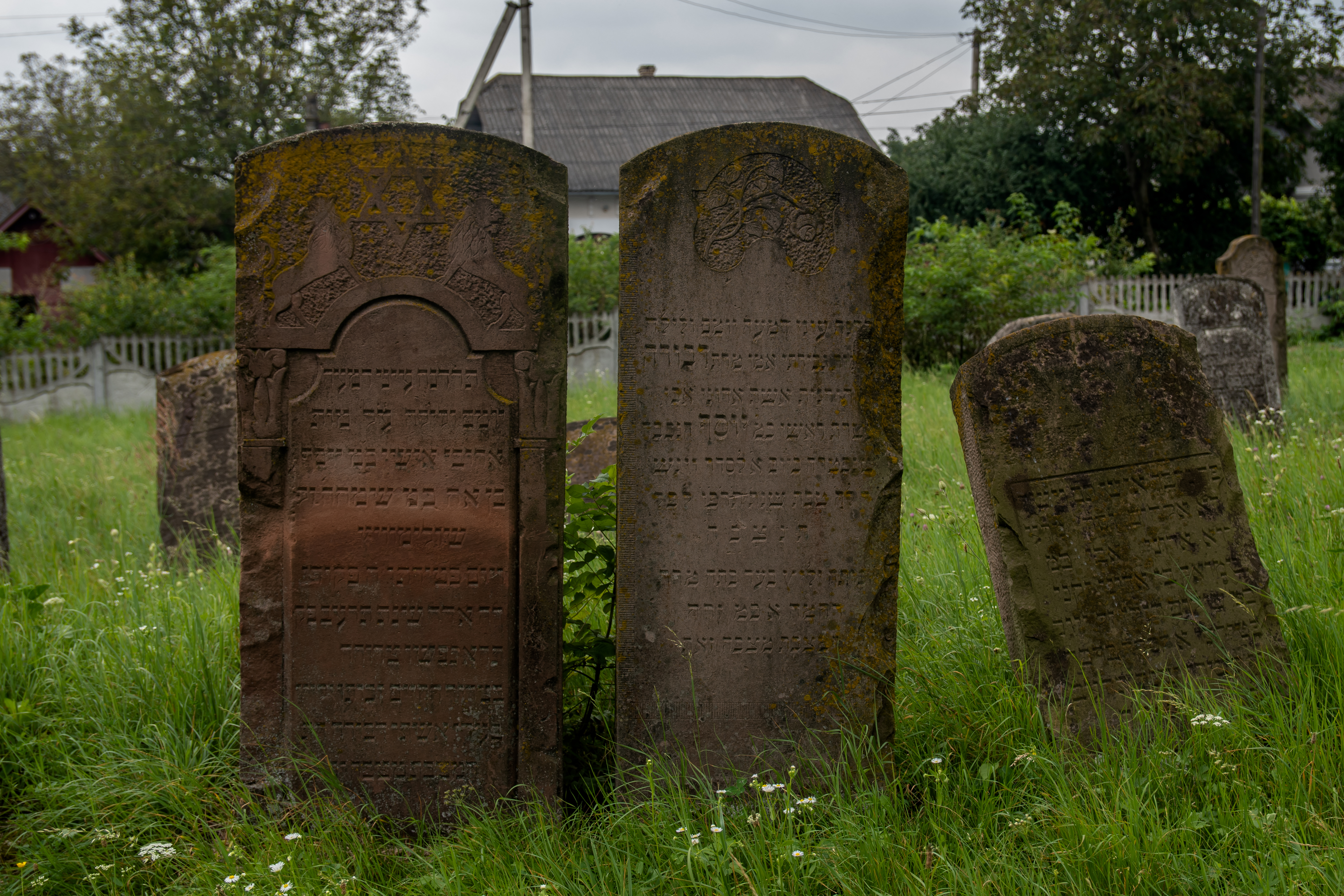
Могильные плиты на караимском кладбище